# 瓦格倫特島
瓦格倫特島（英語：Vagrant Island），是南極洲的島嶼，位於葛拉漢地，處於雷角以北14公里的克里斯塔爾灣，根據英國探險隊拍攝的照片繪入地圖，現時由南極條約體系管理。